# Thane
Thane (nórdico antiguo: Þegn) era un título nobiliario asignado a la guardia personal de un lord (noble) en el reino de Escocia durante la Edad Media, equiparado a una baronía y con similitudes a los huscarles de los reinos vikingos en Escandinavia.
Entre los thanes reconocidos en la historia de Escocia se pueden encontrar figuras como Gillebride mac Gilladomnan, thane de Argyll en el siglo XII, quien fue padre de Somerled (m. 1164), el conquistador del reino de Mann y las Islas y rey de Kintyre; John Lyon (m. 1382), primer thane de Glamis, y Ulfcytel Snillingr (m. 1016), thane de Anglia Oriental.
William Shakespeare inmortalizó al thane de Cawdor, Macbeth, y al thane de Fife, Macduff, en su obra Macbeth.

## Thegn
En la Inglaterra anglosajona el término usado era thegn, un aristócrata que ocupaba el tercer nivel en la sociedad laica por debajo del rey y los ealdorman. El perfil de thegn era de un terrateniente con recursos importantes y propiedades bajo su autoridad (thanage). Guillermo I de Inglaterra sustituyó el término thegn por el apelativo normando barón.